# Brand Oil
Brand Oil was een tankstationketen met het hoofdkwartier gevestigd in Zutphen. Naast de bemande tankstations onder de naam 'Brand Oil' exploiteerde het bedrijf ook de onbemande tankstations onder de naam 'amiGo'. Ook handelde men in smeerolie en in landbouwbrandstoffen.

## Geschiedenis
Het bedrijf is ontstaan uit de voorloper genaamd 'Brandsma Oliehandel'. In 1982 veranderde Brandsma Oliehandel van naam naar 'Brand Oil'. 
Eind 2016 nam het Zwitserse VARO Energy de toen ruim tachtig tankstations over van Brand Oil. In 2021 werd bekend dat alle tankstations met de naam Brand Oil werden omgebouwd naar Argos Oil, waarmee de merknaam uit het straatbeeld is verdwenen.